# 王建墓
前蜀永陵，即俗称的王建墓，位于中华人民共和国四川省成都市金牛区永陵路10号，墓主人为前蜀高祖王建。后唐时，孟知祥曾下令保护此陵，但自北宋起，其附属建筑就因各种原因逐步被毁，最后仅剩封土和墓室。人们将司马相如的传说以及诸葛亮的传说附会在封土之上，这座封土遂得名“抚琴台”。1940年，人们在抚琴台下发掘防空洞时发现了一座古代墓葬，经冯汉骥等人发掘后确认该墓为王建墓。
该墓是目前所发现的唯一一座墓室位于地面之上的皇陵，其封土呈圆形，墓室位于封土正中的底部，前后共分三个墓室，中室安放棺床，后室有一尊被认为是王建坐像的石像。1956年和1980年，王建墓先后两次被公布为四川省文物保护单位，1961年被列为全国重点文物保护单位。2001年，永陵博物馆在王建墓南侧修建了神道，并按照唐代皇陵的规制补刻了数尊石像。

## 历史

王建墓墓室平面图

王建，字光图，唐朝天复三年（903年）获封蜀王，五代十国时期的前蜀开国皇帝。前蜀光天元年（918年）去世，享年72岁，庙号高祖，葬于永陵。光天元年十二月和咸康元年（925年）三月，后主王衍先后两次拜谒永陵:6079,6081。后唐长兴四年（933年），当时尚未称帝的孟知祥派人重修永陵，并禁止人们在永陵周边砍柴:6091。北宋大中祥符七年（1014年），永陵的部分陵庙建筑被拆除，建筑材料转而重修当地一座名为玉局化的道观:9-10，剩余的建筑被作为“永宁佛宫”保留，并于北宋崇宁二年（1103年）被赐名为“永庆院”，此后毁于一场大火:775。此后永陵周边经历过多次战乱，墓葬建筑仅存封土和墓室。但并没有史书明确标出王建墓的具体位置。广为流传的“老西门外”的说法最早出自陆游的记载，诗中的王建墓已经非常荒凉。此后当地的地方志基本沿袭了这个说法，但并未对王建墓有进一步的考证:1。
成都市西郊有一座“抚琴台”的土丘，关于这座土丘的传说，有“司马相如的琴台”和“诸葛亮的琴台”等诸多说法。1940年，人们在抚琴台挖掘防空洞时发现了堆砌整齐的砖墙，这引起了时任华西大学教授冯汉骥的注意，经勘查后冯汉骥认定这是一座古代墓葬。受到客观条件限制，被发掘露出的部分只得暂时封闭，相关的发掘计划直到1941年四川博物馆成立后才开始制定。1942年9月15日，冯汉骥、刘复章等人带队发掘该墓葬。发掘时，该墓葬已被淤泥填满，考古人员受此限制仅向墓室内清理了3米左右。这次发掘中，工作人员出土了玉册，并由此确定该墓葬为王建的永陵，这个位置与陆游的记载比较接近:1-4，但是考古人员并未发现陆游所提及的巨大的石人。这次发掘期间，参与工作的苏立文被一名中学生误认为外国来的盗墓贼，指使闻讯而来的乡公所人员将发掘人员全部拘留，发掘工作一度中断，后来冯汉骥和时任国民政府教育厅厅长郭有守出示了政府许可执照才得以继续发掘。1942年11月，发掘工作暂时结束。1943年3月1日，吴金鼎带领先前参与发掘的工作人员，以及王振铎等人展开第二阶段发掘，相比较先前初步发掘墓室，本次发掘的重点主要是清理封土以南的区域，以及进一步清理墓室。这次发掘发现了墓葬被盗的痕迹，并出土了大量文物。9月21日，全部发掘工作结束，出土文物交由四川博物馆整理:1-4，地宫也被再次封闭。1971年，成都金牛区抚琴大队的社员在王建墓南300米处修建房屋时发现了一尊高3.18米的石人，从而印证了陆游的记载。

## 结构

### 外部结构

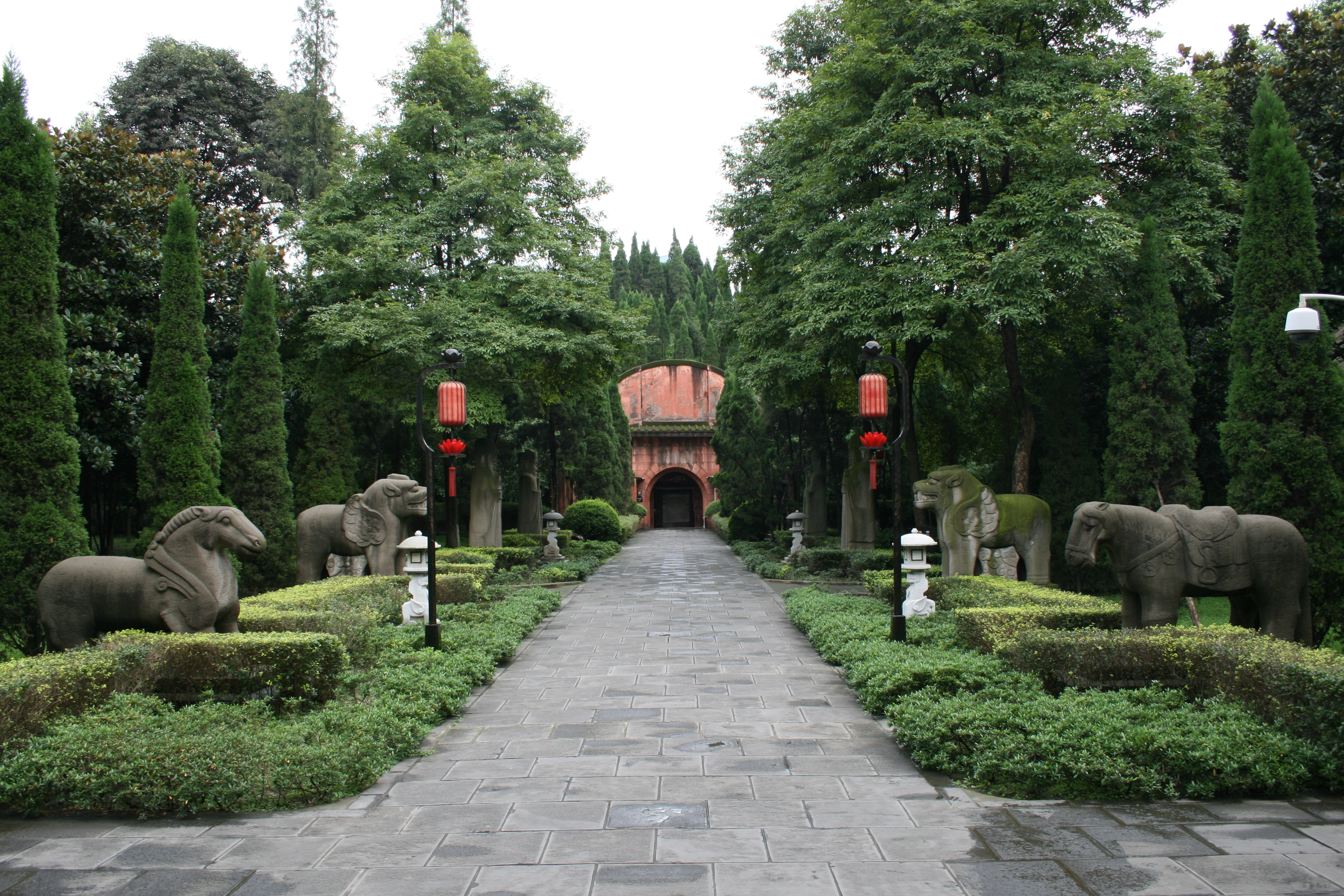
王建墓外观

王建墓整体坐北朝南，封土高15米，直径约80米，周长225米，封土呈圆形。封土周围周围用上下9层石条围筑，石条全部暴露在地表，并逐层向上收分，发现时现仅存北侧和南侧的部分，后补全了东侧和西侧的部分。石条外侧约2.5米处有一道砖砌基座，发掘时仅存地面下的19层，地面上已完全湮灭。在这道砖砌基座正南侧有左右相对的两个土墩，疑似墓葬附属建筑遗迹。此外该墙基外侧1.5米处还有另外一道砖砌墙基，再向外1.5米处另有一道砖砌墙基。封土南侧300米处有一尊高3.18米的石人，这尊石人保存完整，由整块青石雕琢而成，底部为一块近似方形的石座，石座上方为立姿人像。该人像头戴冠，身着长袍，双手持笏，佩剑。整体雕刻风格与唐朝和五代时期的风格一致。:6-8

### 墓室结构
地宫位于封土底部正中，全长30.8米，室内长23.4米，墓口位于封土正南侧。墓室平地起建，没有墓道，底层铺有卵石，卵石上直接砌筑拱券墙。墓室内侧四壁先涂一层厚约2至3厘米的细泥，然后在泥上涂刷白灰，白灰上隐约可见壁画痕迹。前后共分为三个墓室，前室最小，中室最大，墓室之间用木门隔开，木门可分为门板、门栿、栓、锁、门饰、门额等部分，但已全部腐朽。前室外侧为一堵两层的封门墙，封门墙后为一道木门。封门墙西侧有一个盗洞。:9-11:41

#### 前室

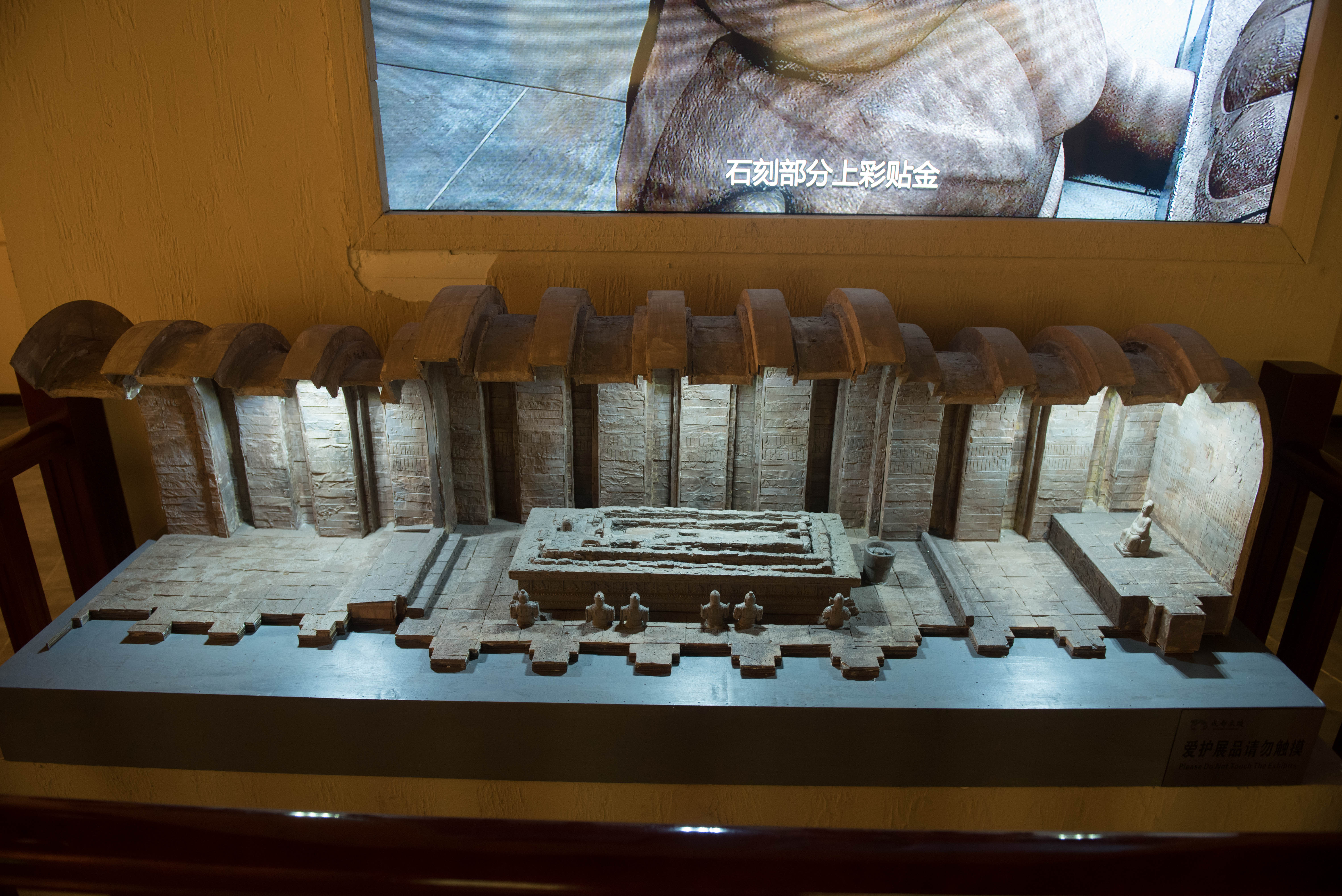
王建墓墓室侧视模型

前室顶部由四道券组成，南北长4.45米，东西宽3.8米，高5.45米。第三道和第四道券之间的墓顶悬有一根铁条，铁条中部垂有一根铁链，铁链末端有铁钩，铁钩原用途已无从考证。在前室地面的淤泥中，发掘出两枚铁环，以及七枚鎏金铜环，另残存有原属于墓门上的鎏金门钉和铜铺首。前室相当于该墓葬的羡道，基本没有出土文物。:25-26

#### 中室
中室为放置棺椁的墓室，顶部有七道券，前六道平齐，最后一道与后室墓顶等高。中室最大高度6.4米，南北长12米，东西长6.1米。中室正中偏北的位置有一座棺床。该由红砂岩砌成，棺床高0.89米，长7.45米，宽3.35米，南端距离前室门2.85米，北端距离后室门1.6米。棺床上原有棺椁，发掘时已全部腐朽，且被盗墓者严重扰动，仅能找到髹漆痕迹，无从判断是否有彩绘。可从残余痕迹大概推知木椁全长4.24米，南侧宽1.5米，北侧宽1.8米；椁内的关全长3.66米，南侧宽1.25米，北侧宽1.56米，棺内的淤泥中残存有水银。棺椁痕迹下方还有三层木质台基的痕迹，每层台基的边缘还残存有数枚鎏金铜环。棺床顶层铺有一层玉版。玉版下方为须弥座，须弥座顶部东、南、西三面刻有龙戏珠图案，北面刻有云气纹，龙上残存有贴金痕迹。须弥座顶部下方区域雕刻有一圈仰莲。仰莲下方为束腰部分，东西两面各开有十个壸门，南北两面各雕刻四个壸门，壸门之间的浮雕立柱上有莲花、鸾凤等图案。东、西、南三面的壸门中雕刻有伎乐造像，其中南面有两尊女舞者，一尊弹琵琶伎，一尊拍板伎；细面有吹篪伎、吹排箫伎、弹筝伎、吹小觱篥伎、弹箜篌伎、吹叶伎、吹笙伎、吹贝伎、击铜钹伎、击羯鼓伎等十尊；东侧有击正鼓伎、击齐鼓伎、击合鼓伎、吹笛伎、吹觱篥伎、拍板伎、击羯鼓伎、摇鞉牢与鸡娄伎、答腊伎、击毛员鼓伎等十尊。束腰下方雕刻有一圈覆莲。棺床两侧立有十二神的半身雕像。第二道和第三道券之间垂有一条铁条，铁条中部连有一根铁链，下方对应棺床的前端。第三道券和第四道券之间垂有两条铁条，每根铁条中部同样垂有铁链。:25-45:171:30-34
中室棺床的西南侧还有一只全长74厘米、高32厘米、重60千克的铁牛；东南侧有一只全长66厘米、高32厘米的铁猪；北侧则有一口高0.45米、直径1.13米、壁厚0.1米的红砂岩石缸，缸内有一个直径36.5厘米、厚16.5厘米的红砂岩石饼，石饼上有一个陶盆（残），陶盆内有一具白釉陶瓷灯台，石缸外也有一具形制相似的残陶瓷灯台；棺床上方的中部偏西侧发现了一个疑似悬挂物品用的十字铁架，地上还发现了两件四耳陶罐、一件六耳陶罐、两件陶碗。棺内出土一根大玉带，其上有两枚银扣、七方玉銙、一方铊尾，上方均雕刻有龙纹，铊尾背面有铭文，记载了“王建在一场宫殿大火之后发现了一块玉料，之后将这块玉料做成玉带”的故事，铭文中对于尺寸的记载与今天的市尺基本接近。此外棺内还出土有一个银盒、一个银钵、一只银猪、一件银扣饰、一把小铁刀及其配套的银刀鞘、一根银头杖、一只银碗、一个银颐托、一枚方铜镜及配套的镜奁、两粒水晶珠、两片琥珀（残）、若干小玉片。:49-65:36-47

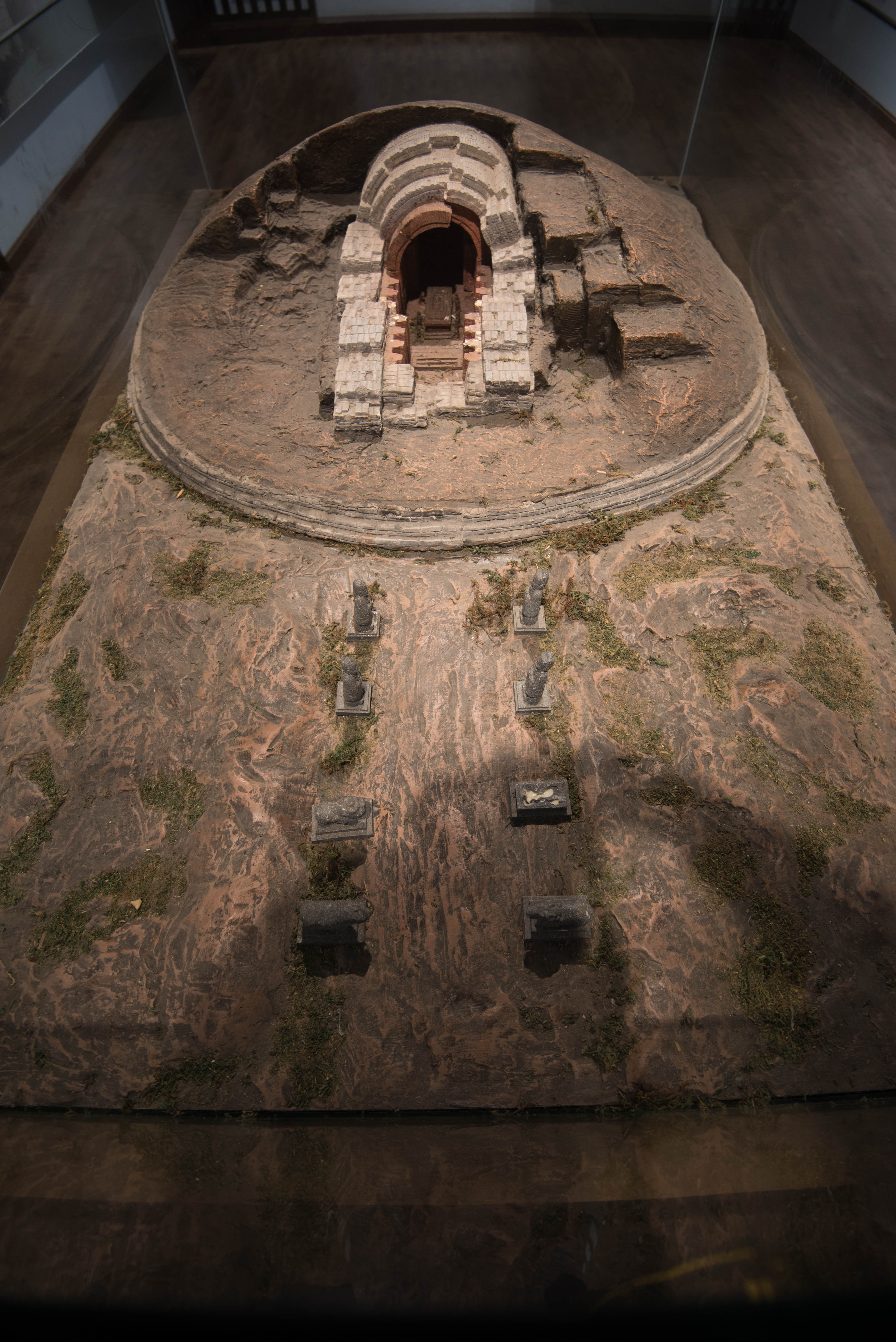
王建墓整体结构图
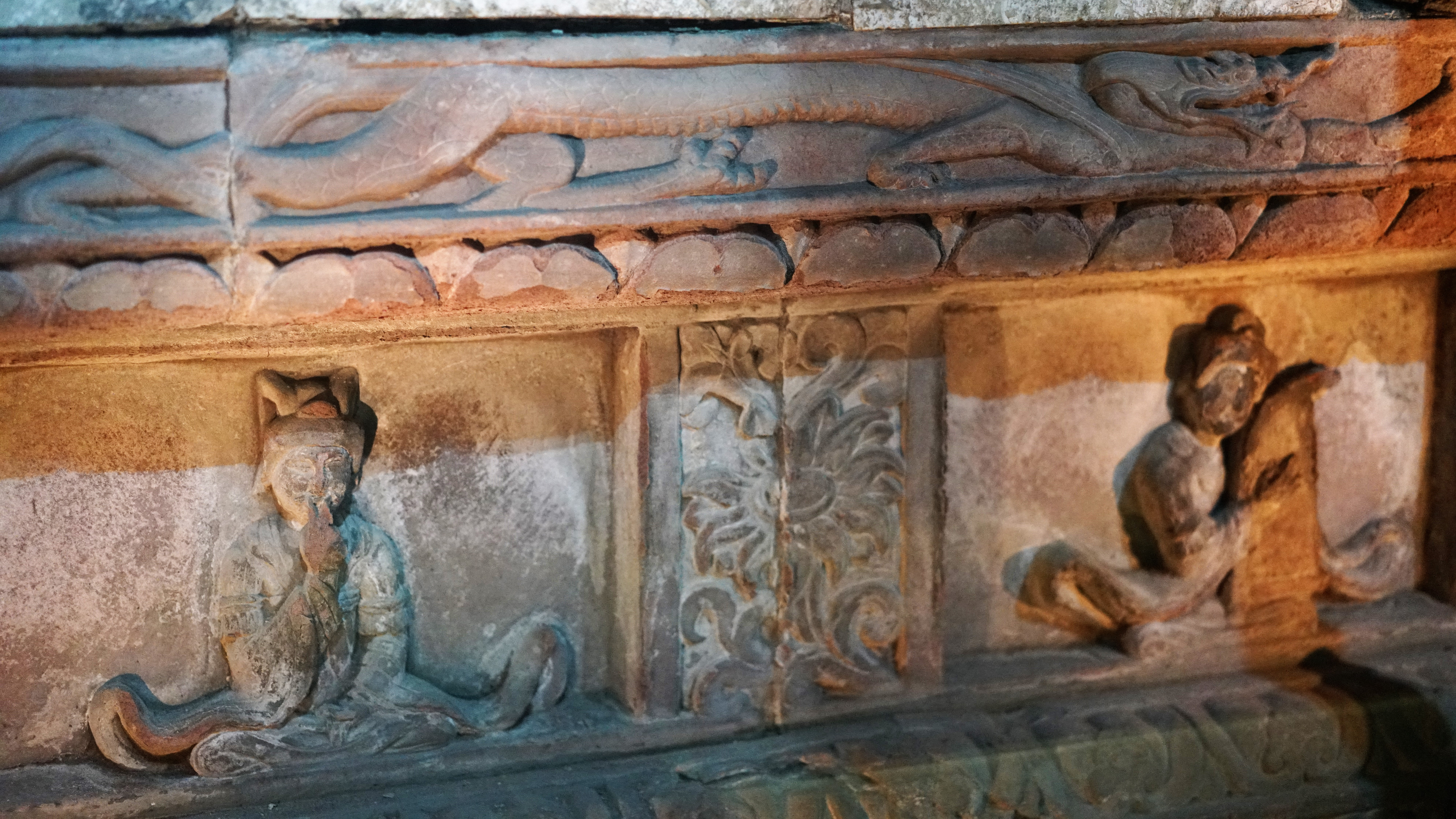
棺床上的伎乐图浮雕
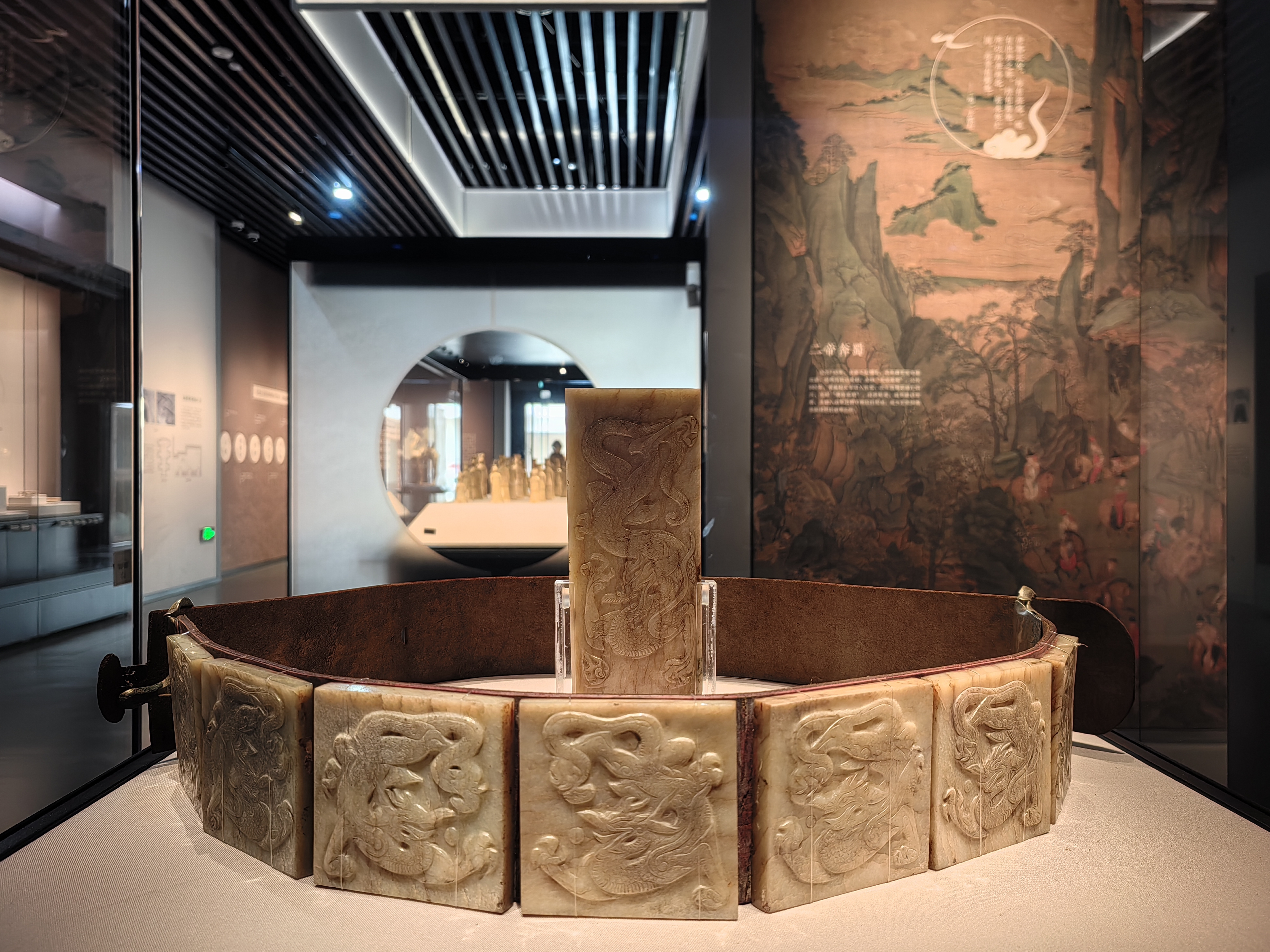
王建墓出土玉帶，四川博物院藏
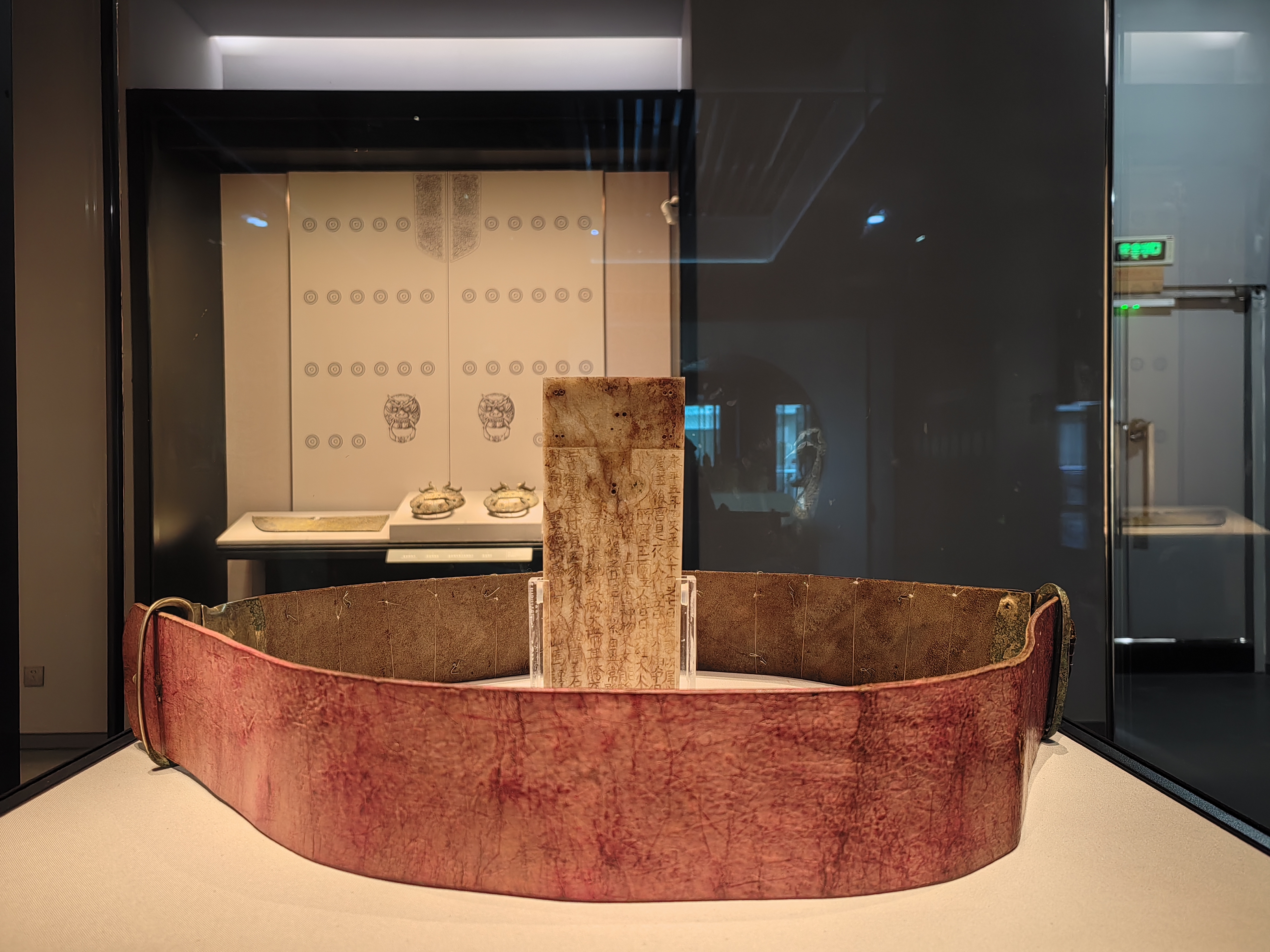
玉帶背面

#### 后室
后室是最北侧的墓室，顶部共有三道券。该室长5.7米，宽4.4米，高5.5米。最北侧的券内砌有一道石墙作为后壁，石壁北侧另有一堵砖墙。紧邻后壁的后室北侧有一座石床，中间高两侧略下沉，最高处79厘米，面积约占后室的一半。石床顶部有檐，檐上有双龙戏珠浮雕。檐下雕刻有一条盘龙，盘龙的东西两侧各有一尊狮形浮雕。床上立有一尊王建坐像。该坐像坐于几上，通高96.5厘米，几高30.5厘米。造像头戴幞头，身着长袍，双手缩在袖子里并垂于腹部前，腰系玉带，浓眉深目，嘴唇薄，耳朵大，颧骨高。长袍曾涂有红色，现已基本脱落。长袍垂过脚尖，无法确认是否着靴。几的四脚呈不规则的椭圆形或半月形。坐像下方疑似有矮木座的痕迹。:66-72:34-35
后室的王建坐像前20厘米左右的位置发现一件宝盝的残迹，木质结构基本全部腐朽，外侧镶嵌有鸳鸯、甲神等样式的贴金装饰。宝盝内放有一件谥宝，该谥宝长11.7厘米，宽10.7厘米，厚3.4厘米，前端刻有凤凰纹饰，两侧刻有龙形纹饰，顶部安装有龙形钮，底部阴刻纂体贴金“高祖神武聖文孝德明惠皇帝謚寶”字样。后室的石床上还有两只长225厘米、宽45厘米、高21.5厘米的金银平脱朱漆匣，匣的外壳均箍有铁条并外包银皮。两只匣内分别放有一套玉册，即哀册和谥册。哀册分51简，谥册50简，每简长33厘米，宽3.5厘米，后1.9厘米，全部用银丝串联。后室还出土一套有银扣、银套环、玉饰、银管等部分组成的组绶饰物，另有一枚玉环、两件玉饰、一个铜炉、一个小铜提梁盏、一个金银胎漆碟。该室虽然曾经被盗，但是物体摆放位置扰动不大。:25-26,49-65,72-88:36-47

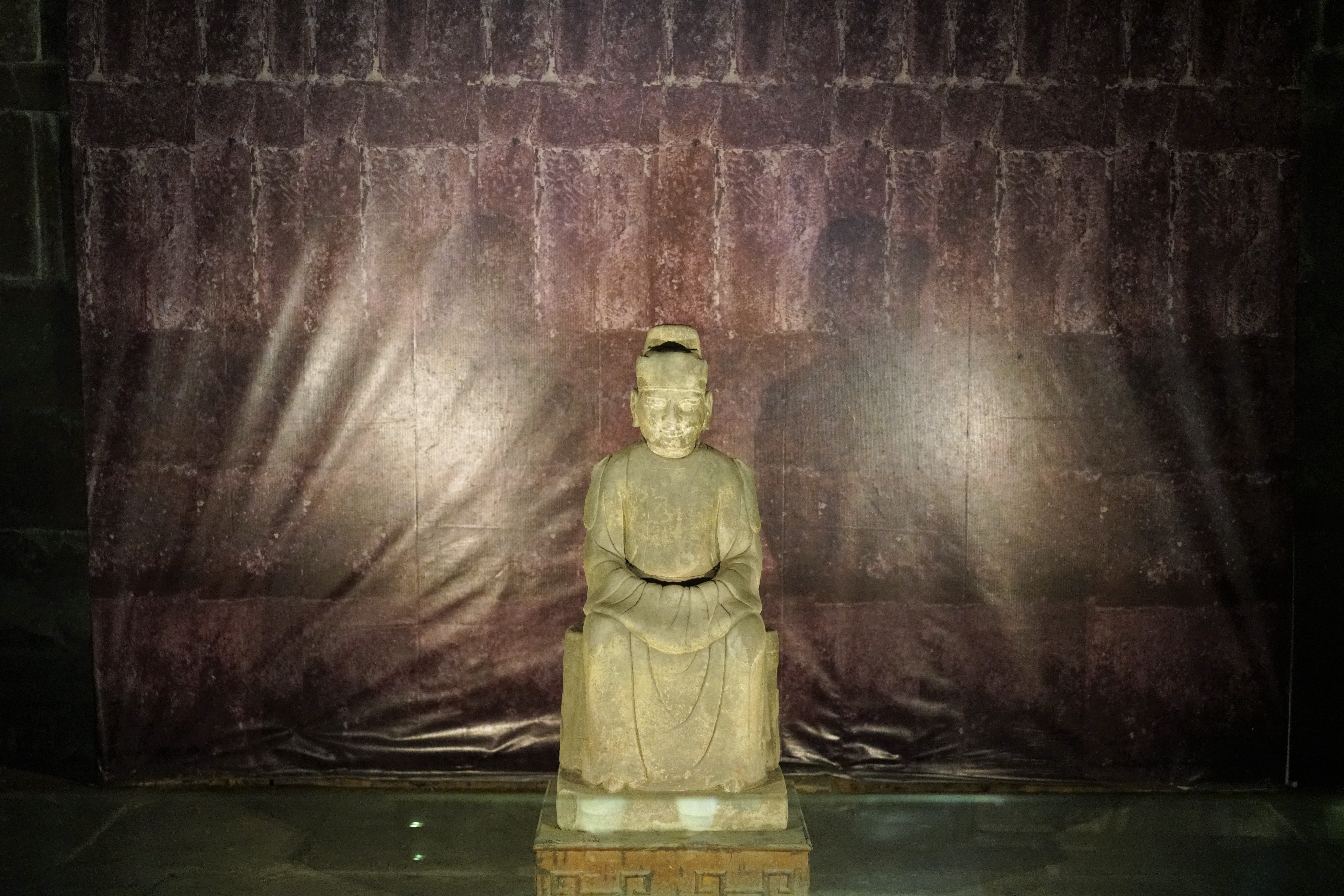
王建坐像
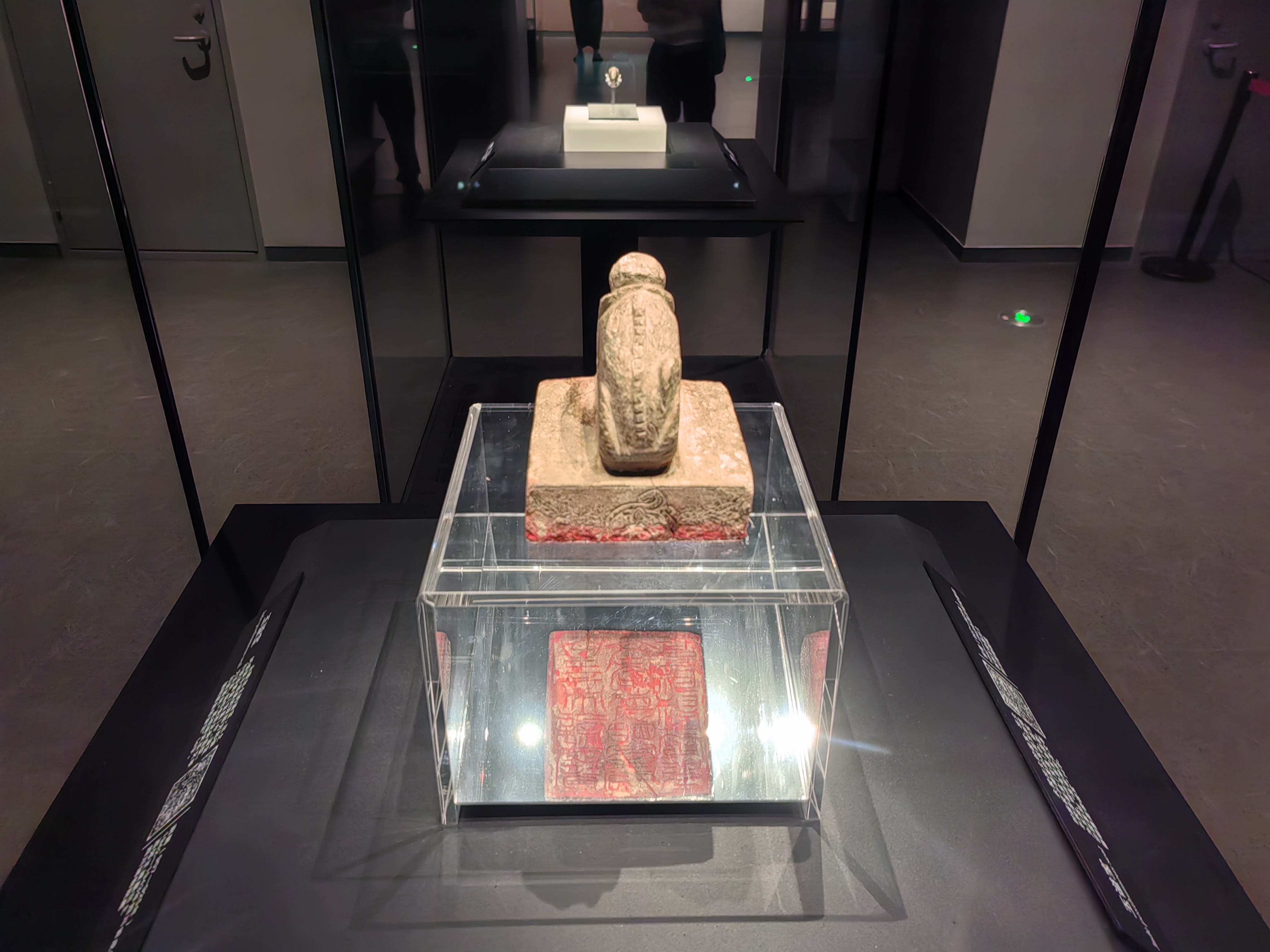
王建墓出土諡寶，四川博物院藏

## 保护与开发

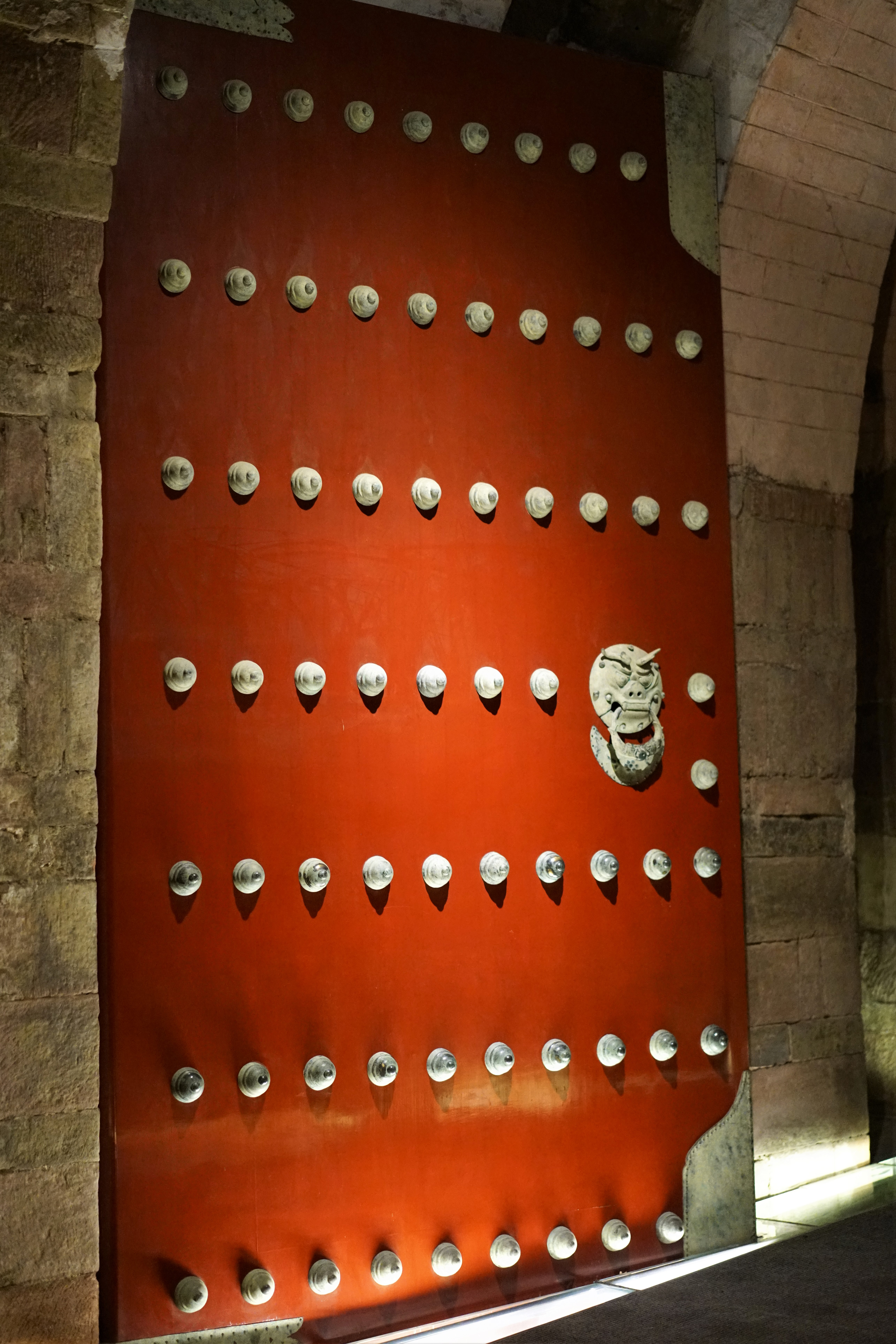
修复后的墓门

1952年至1953年3月，施工人员用原墓前室封门墙的石料和墓冢边缘的条石重修了墓内的拱券，墓外甬道也被重修:141，整个工程耗资3万余元人民币。1954年，墓门得以修葺。。1956年8月16日，王建墓被公布为四川省第一批历史及革命文物保护单位:290。1957年，施工人员用水泥灌浆的方式修补了墓室拱券的部分裂缝。1961年3月4日，王建墓被列为第一批全国重点文物保护单位。1964年和1978年，墓门先后两次重修。1980年7月7日王建墓公布为四川省重新公布的第一批文物保护单位:663-677。1983年，施工人员根据墓冢西南侧残存的一段4.84米的保坎重修了墓冢周围的所有保坎，重修后的保坎高出地面1.3米，下埋1.1米。此次维修并增填了未加夯实的砂性土，堆填成直径约70余米、高13米的馒头状冢体。但这次维护忽略了排水问题，石保坎并未预留任何排水通道。1986年，施工人员又在冢顶敷10厘米厚的亚粘土层，这次维护导致封土的排水能力进一步下降，且由于封土外坡坡度过陡，施工完成后封土在雨水的冲刷下出现了宽10余厘米、长10余米的裂缝，墓室内部也严重渗水:94-96。1989年8月8日至1990年6月26日，文物保护人员对渗水现象进行修复，重新埋设排水设施，并给墓室架设了通风设施。这次补救基本解决了王建墓的排水渗水问题，墓室内的温湿度也恢复到了正常水平:96。1990年时，该墓的前室墓门得以修复。2007年时，被白蚁严重啃噬的前室墓门再次得到整修。2008年汶川大地震之后，河北省文物专家赶赴成都对王建墓进行考察，并认定王建墓没有整体坍塌的风险。
1947年，皇城坝明远楼展出了第二期发掘的出土文物，为时一周:24。1978年，王建墓文物保护管理所正式成立。1979年，王建墓地宫正式对外开放。1990年，王建墓文物保护管理所升格为成都永陵博物馆。2001年，永陵博物馆推出了“局部恢复永陵神道昔日面貌方案”，新建了永陵神道，并在神道两侧按照1971年出土的石人风格和唐代皇陵神道石刻的风格，增补了一尊文臣、两尊武将、两尊獬豸、一尊鞍马、一尊翼马石像。